# Црквена планина
Црквена планина, Грамада или Плана (локални назив) је  планина у југоисточној Србији, североисточно од Власинске висоравни и језера. Подручје планине административно припада општинама Црна Трава и Сурдулица. Северни део је у општини Црна Трава, а део изнад језера, у његовој близини и источно од њега је у саставу општине Сурдулица. До 1919. године српско-бугарска граница ишла је преко ове планине, односно њеним највишим делом.
Планина се простире до бране Власинског језера на југу, реке Власине на западу, Црвенске реке на истоку и села Састава река (општина Црна Трава) на северу. Село Састав река интересантно је по томе што се на његовој територији састају две реке и чак четири планине. На његовој територији састају се Градска река и Власина (Градска утиче у Власину). У атару села додирују се четири планине: Грамада, Тумба, Таламбас и Острозуб. Градска река раздваја планине Грамаду и Тумбу, а Власина протиче између Грамаде са једне и Чемерника и Острозуба са друге стране. Црвенска река раздваја Грамаду и Рудину на потезу од села Преслапа до села Стрезимироваца.
Грамада је састављена од кристаластих шкриљаца прве групе и припада Родопском систему. Рељеф ове планине прилично је једноличан, карактеришу је благе падине и равномерно уздизање. Спада у средње - високе планине, а највиши врх је Вртоп на (1 721 m). Највиши део Грамаде прилично је заравњен, те њени врхови нису претерано изражени и оштри. На Грамади се према висини истичу врхови Мали Вртоп (1 685 m), Велики Вртоп (1 721 m), Пландиште (1 660 m) и Орловац (1 708 m). Овим врховима иде главно било Грамаде.
Планина је прилично богата водом. Представља највиши део на развођу између слива Власине и изворишног дела Јерме. Са једне стране потоци одлазе у Вучју реку и Јерму, а са друге стране у Власину. Занимљив је ток реке Стрвне, који је у доњем делу преусмерен каналом у Власинско језеро. На овој реци постоји водопад у атару села Попадишци, у општини Црна Трава.
Грамада има специфичан биљни свет што је, уз њен положај у односу на Власинско језеро и околину, чини визуелно изузетно упечатљивом. У нижим деловима има много листопадне шуме, у којој доминира бела бреза, која се сматра симболом Власине. Брезове шуме простиру се до неких 1400 – 1500 m надморске висине. Изнад њих заступљено је ситно растиње и трава. Ова смена биљног света лако се уочава са Власинског језера.
Са главног била Грамаде лепо се виде област Знеполе у суседној Бугарској, вештачко Јарловско језеро али и цела површина Власинског језера, које је у целости на територији Републике Србије.
На овој планини налази се село Дарковце, са махалама или малама Терзини (Терзијини), Антунови, Павлови, Златанови, Кошарци, Мишини, Ристини, Ливађе, Каракаши, Поповићи, Тодоровићи итд. То су углавном мали збијени засеоци који су добили имена по породицама које су се прве ту доселиле или по старешинама тих села или породица. Углавном сваки заселак има свој поток, извор или чесму који служи као извор воде.
- Орловац је највиши врх Јабланичког округа.
- Орловац је највиши врх Јабланичког округа.
- Спомен плоча народном хероју Ратку Павловићу Ћићку на Грамади.
- Стена са Спомен плочом народном хероју Ратку Павловићу Ћићку на Грамади.